# Oryza
Oryza L. è un genere di piante angiosperme monocotiledoni appartenente alla famiglia delle Poacee.
Una delle specie, il riso asiatico (O. sativa), fornisce il 20% del consumo totale mondiale dei grani ed è uno dei cereali più importanti.

## Descrizione
Le piante appartenenti a questo genere crescono come erbe alte da zona umida, raggiungendo un'altezza fino a 1–2 m. Il genere comprende sia specie annuali che perenni.
Esso fa parte della tribù delle Oryzeae, caratterizzata morfologicamente da spighette a fiore unico i cui glumi sono quasi completamente atrofizzati.
Nell'Oryza, due lemmi sterili simulano i glumi. La tribù delle Oryzeae si trova nella sottofamiglia delle Ehrhartoideae, un gruppo di tribù di Poaceae con caratteristiche anatomiche di foglie interne in comune.

## Tassonomia
Il genere comprende le seguenti specie:
- Oryza australiensis Domin - Australia
- Oryza barthii A.Chev. - Africa tropicale
- Oryza brachyantha A.Chev. & Roehr. - Africa tropicale
- Oryza coarctata Roxb. - India, Pakistan, Bangladesh, Myanmar
- Oryza eichingeri Peter - Africa tropicale, Sri Lanka
- Oryza glaberrima Steud. - Africa tropicale
- Oryza grandiglumis (Döll) Prodoehl - Brasile, Venezuela, Guiana francese, Colombia, Peru, Bolivia
- Oryza latifolia Desv. - America Latina + Indie Occidentali da Sinaloa + da Cuba all'Argentina
- Oryza longiglumis Jansen - Nuova Guinea
- Oryza longistaminata A.Chev. & Roehr. - Madagascar, Africa tropicale e meridionale
- Oryza meyeriana (Zoll. & Moritzi) Baill. - Cina, Subcontinente Indiano, Asia del sudest
- Oryza minuta J.Presl - Himalaia, Asia del sudest, Nuova Guinea, Territori del Nord dell'Australia
- Oryza neocaledonica Morat - Nuova Caledonia
- Oryza officinalis Wall. ex Watt - Cina, subcontinente Indiano, Asia del sudest, Nuova Guinea, Australia
- Oryza punctata Kotschy ex Steud. - Madagascar, Africa tropicale e meridionale
- Oryza ridleyi Hook.f. -  Asia del sudest, Nuova Guinea
- Oryza rufipogon Griff. - brownbeard o riso rosso - Cina, Subcontinente indiano, Asia del sudest, Nuova Guinea, Australia
- Oryza sativa L. - riso asiatico - Cina;
- Oryza schlechteri  Pilg. - Nuova Guinea